# Roeckl (Unternehmen)

Altes Logo bis 2014

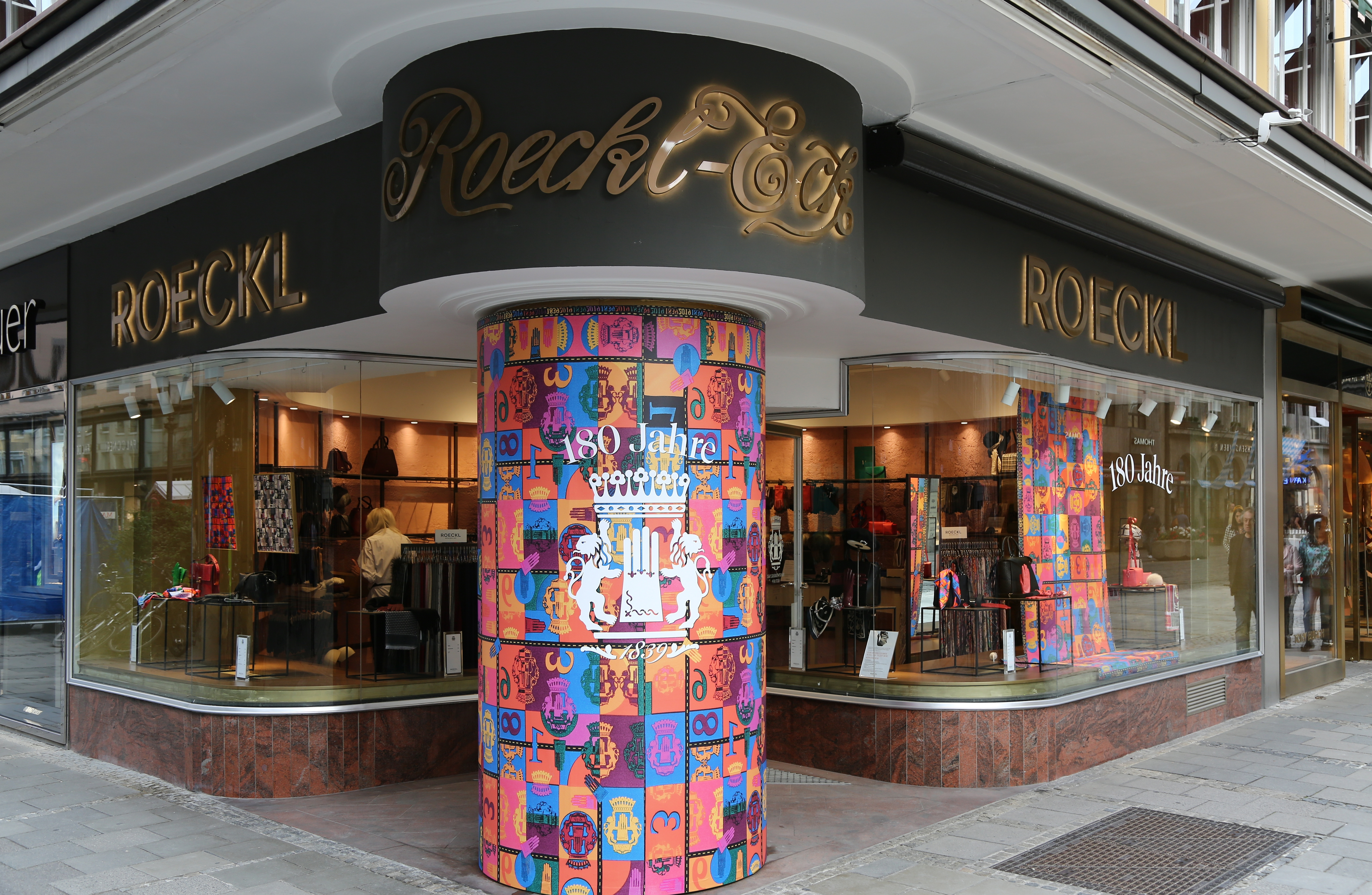
Roeckl-Stammhaus in der Münchner Theatinerstraße, 2019

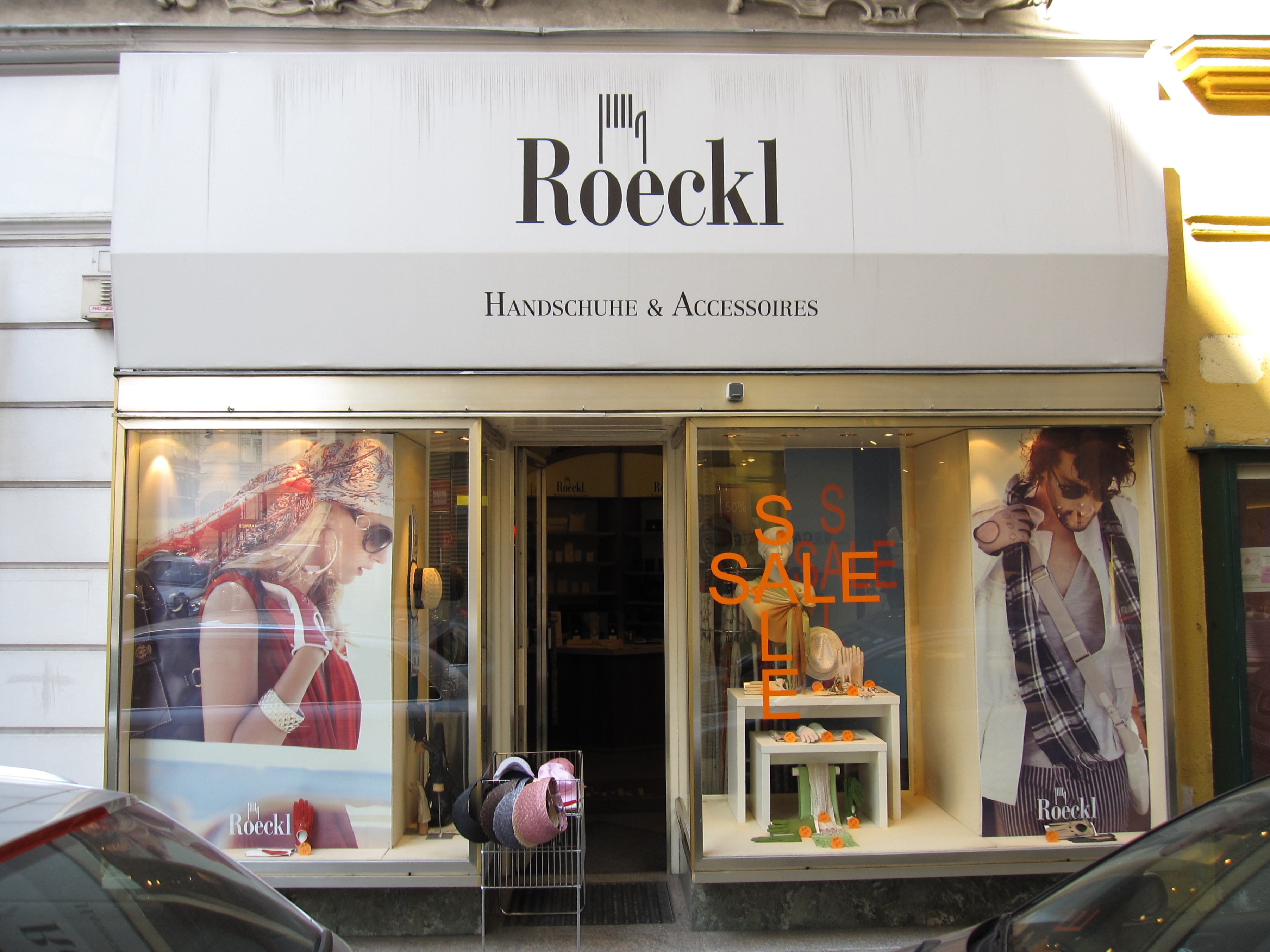
Geschäft von Roeckl in der Wiener Innenstadt, 2010

Die Roeckl Handschuhe & Accessoires GmbH & Co. KG ist ein Hersteller von Handschuhen und Accessoires mit Sitz in München. Das 1839 gegründete Unternehmen gilt als Marktführer für hochwertige Lederhandschuhe in Deutschland und Österreich.
2020 erwirtschaftete Roeckl rund drei Viertel seines Umsatzes in Deutschland, Österreich und der Schweiz; wichtigster Markt außerhalb der EU ist Russland. Handschuhe machen einen Umsatzanteil von rund 65 % aus. Darüber hinaus werden Tücher, Schals, Mützen, Taschen und Kleinlederwaren angeboten. Roeckl vertreibt seine Produkte über eigene Geschäfte, einen eigenen Onlineshop, Shop-in-Shop-Verkaufsflächen, offizielle Fachhändler sowie über den internationalen Großhandel. Jährlich werden circa 80.000 Paar Lederhandschuhe und 35.000 Paar Strickhandschuhe (Angaben von 2020) verkauft.
Neben der Roeckl Handschuhe & Accessoires GmbH & Co. KG existiert parallel und unabhängig der Sporthandschuhhersteller Roeckl Sporthandschuhe GmbH; beide Unternehmen gingen 2003 aus der Roeckl Handschuhe GmbH & Co. KG hervor und sind bis heute familiengeführt.

## Geschichte

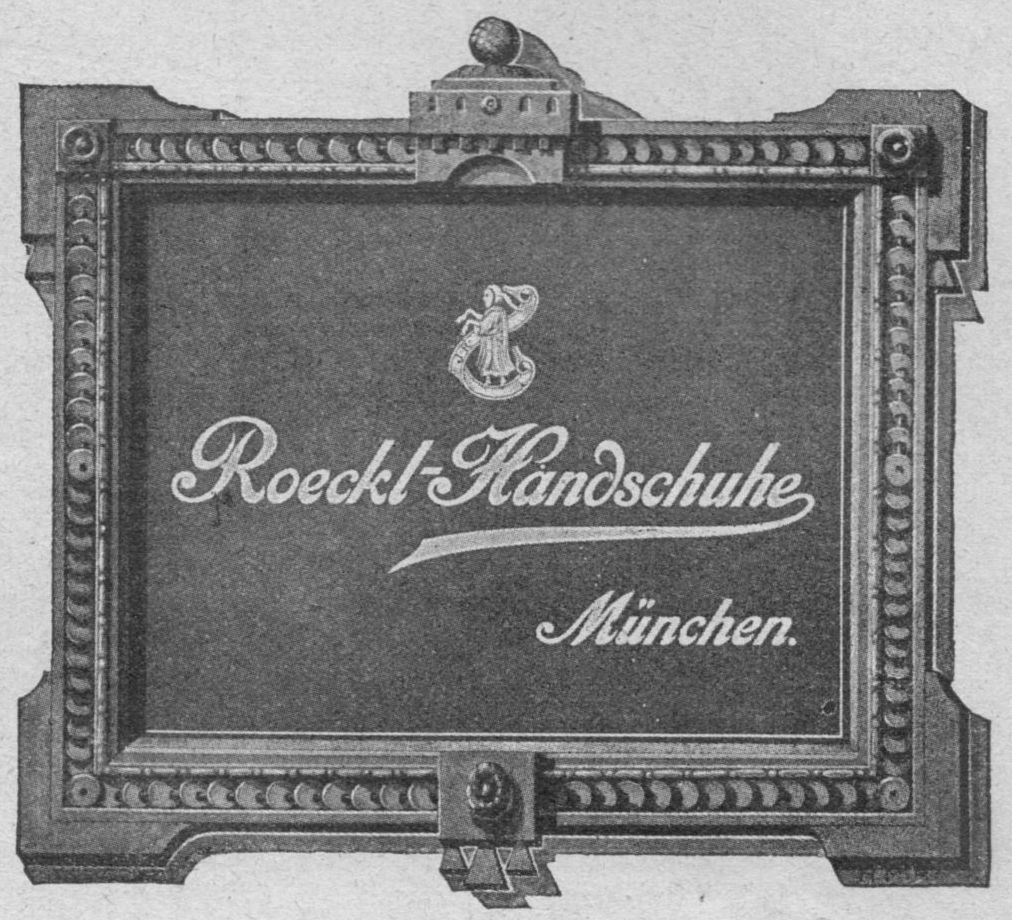
Inserat aus dem Jahr 1904

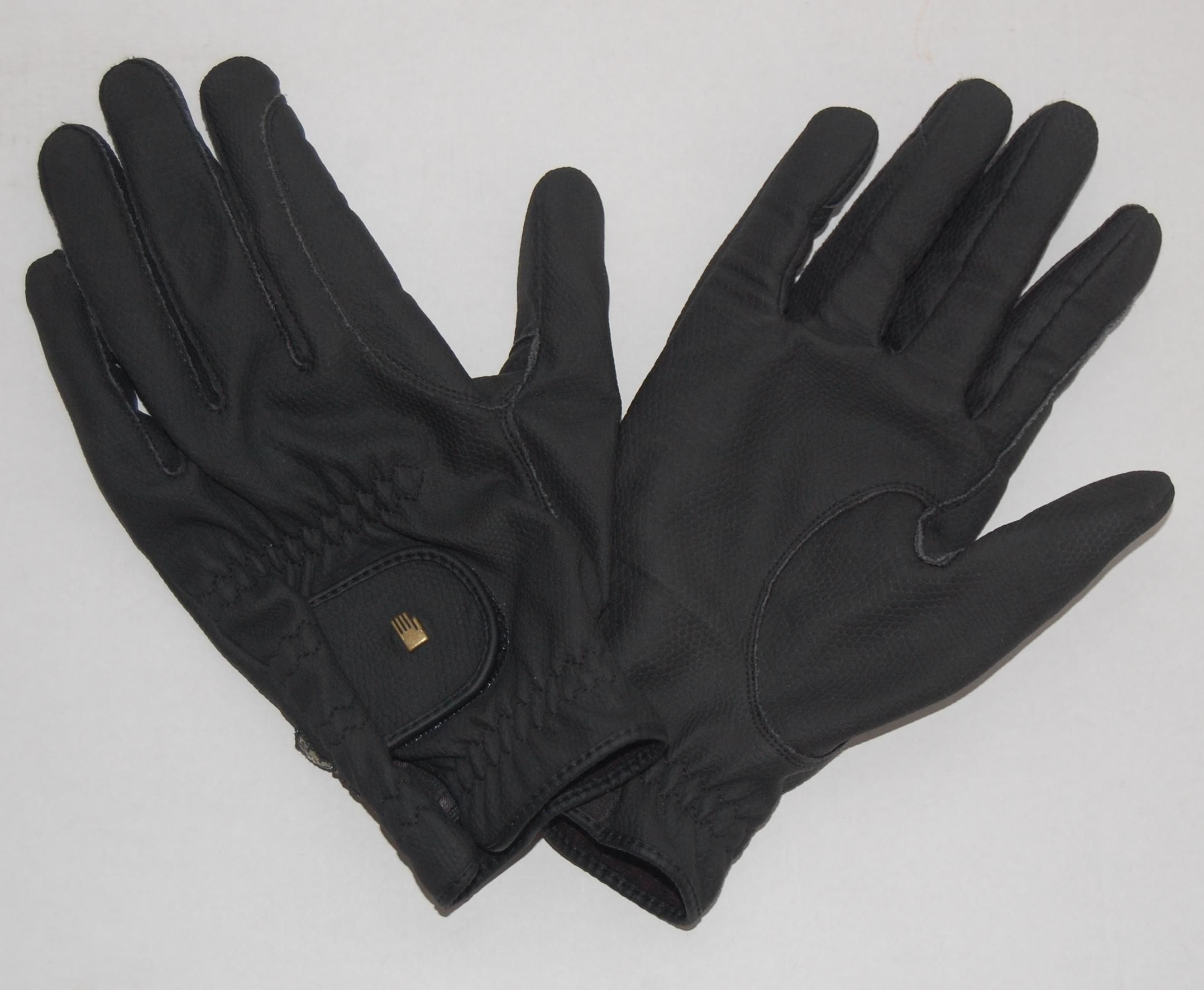
Reithandschuhe von Roeckl

### Gründung und Etablierung
Das Unternehmen wurde 1839 vom Handschuhmacher Jakob Roeckl gegründet. Er betrieb zunächst ein Ladengeschäft mit Handwerksfertigung in der Münchner Kaufingerstraße 19.
Ein von Roeckl entwickeltes verbessertes Verfahren für das Gerben von Lamm- und Ziegenfell zur Fertigung von Glacé-Handschuhen gab Ende 1844 den Anlass für die Erteilung eines Gewerbeprivilegiums (eine Art Patent), das dem Unternehmer die Etablierung einer Handschuhfabrik ermöglichte. Sie befand sich in der Glockengasse (heutige Herzog-Wilhelm-Straße) und beschäftigte 1848 20 Gesellen und 50 Näherinnen.

### Expansion ab 1870
1870 begann Jakob Roeckls Sohn Christian, der das Unternehmen 1867 übernommen hatte, mit dem Bau einer Handschuhfabrik mit Färberei und Gerberei am Großen Stadtbach in der Isartalstraße im heutigen Dreimühlenviertel. Hier waren zeitweise bis zu 1000 Mitarbeiter beschäftigt.
Unter der Leitung von Christian Roeckl eröffnete das Unternehmen erste eigene Verkaufsfilialen in Berlin, Wiesbaden, Frankfurt, Köln und Bremen und nahm den Export nach England und Amerika auf. Christian Roeckl kam 1883 bei einem Kutschenunfall ums Leben; bis 1892 leitete seine Frau Therese über Treuhänder die Geschäfte.
1892 übernahm Heinrich Roeckl in dritter Generation die Unternehmensleitung. 1893 wurde Roeckl zum Königlich-Bayerischen Hoflieferanten ernannt; zu den Kunden des Unternehmens zählte neben König Ludwig II. auch Kaiserin Elisabeth (Sisi) von Österreich. Der Export in die USA spielte ab 1900 bis in die 1930er Jahre eine erhebliche Rolle; 1911 eröffnete Roeckl eine Filiale in New York.
Im Zweiten Weltkrieg stellte die Firma Gasmasken her; bei der Produktion in der Baumwollspinnerei Kolbermoor wurden Zwangsarbeiterinnen eingesetzt.

### Wiederaufbau nach dem Zweiten Weltkrieg
Nach der Zerstörung im Krieg wurden ab 1949 unter der Leitung von Heinrichs Sohn Heinrich Franz Roeckl die Leder- und Handschuhproduktion sowie das Filialnetz neu aufgebaut.
In fünfter Generation übernahm 1966 Stefan Roeckl das Unternehmen. 1972 brachte Roeckl den ersten Sporthandschuh, einen Skilanglaufhandschuh, auf den Markt. Grundlage war ein von Stefan Roeckl entwickelter Handschuhschnitt („patented cut“) mit reduzierten Nähten im Seiten- und Fingerbereich. Im Folgenden entstand daraus ein eigenes Geschäftssegment mit Schwerpunkt auf Sporthandschuhen. Auch eine Erweiterung des Filialsortiments um Modeaccessoires fiel in diese Zeit.
Von 1969 bis 2002 existierte eine Geschäftsverbindung mit der Etienne-Aigner-Gruppe, in deren Rahmen Roeckl als Lizenznehmer auch fünf Etienne-Aigner-Geschäfte führte. In den Roeckl-Filialen wurden zudem Strümpfe, Tücher und Taschen anderer namhafter Marken (darunter Wolford, Fogal, Prada, Armani und Missoni) angeboten.
1996 wurde die Handschuhproduktion komplett an den rumänischen Standort Timișoara verlagert. In diesem Jahr gab es in deutschen Großstädten und in Wien insgesamt 21 Roeckl-Filialen. 1999 wurde Stefan Roeckls Tochter Annette Roeckl Mitgesellschafterin und Geschäftsführerin des Unternehmens. Im Jahr 2000 trat auch ihr Bruder Stefan Roeckl jr. in das Unternehmen ein.

### 2003: Unternehmensteilung in Roeckl und Roeckl Sports
2003 wurden aus den Geschäftssparten Mode- und Sporthandschuhe zwei selbstständige Firmen gebildet, die Roeckl Handschuhe & Accessoires GmbH & Co. KG (Roeckl) und die Roeckl Sporthandschuhe GmbH & Co. KG (Roeckl Sports), deren alleinige Leitung von Annette Roeckl bzw. Stefan Roeckl jr. übernommen wurde.
Annette Roeckl ersetzte die Artikel anderer Hersteller im Angebot der Roeckl-Filialen nach und nach durch eigene Kollektionen von Strickaccessoires, Tüchern und Taschen.
Seidenschals lässt Roeckl seit 2002 in Italien fertigen. Im Jahr 2009 wurde eine eigene Taschen-Produktionsstätte im rumänischen Sebeș gegründet.
Seit 2010 betreibt das Unternehmen einen eigenen Online-Shop für Deutschland, seit 2012 auch für Österreich.
Roeckl Sports steht unter der Leitung von Stefan Roeckl und Christian Roeckl (Bruder und Cousin von Annette Roeckl) und hat seinen Hauptsitz ebenfalls in München.

### Ab 2017: Insolvenz und Restrukturierung
Am 24. März 2017 meldete Roeckl Insolvenz in Eigenverwaltung an. In den anschließenden Restrukturierungsmaßnahmen wurden acht der damals 19 Roeckl-Filialen geschlossen. Nachdem ein stiller Gesellschafter aus dem Familienumfeld seine Beteiligung am Unternehmen erhöht hatte, wurde der Insolvenzantrag am 12. Mai 2017 wieder zurückgenommen.
Ende 2017 übernahm das Unternehmen das bislang von einem anderen Betreiber geführte „Roeckl-Eck“ als vierte eigene Filiale in München, und 2018 eröffneten neue Boutiquen in Zürich und Wien. 2020 betrieb Roeckl wieder 14 eigene Geschäfte.

## Geschäftstätigkeit
Roeckl fertigt und vertreibt Modeaccessoires, Lederhandschuhe und Taschen stammen überwiegend aus der eigenen Produktion. Neben dem Vertrieb über Handelspartner und den eigenen Onlineshop unterhält das Unternehmen eine Reihe eigener Boutiquen in europäischen Großstädten.
Roeckl betreibt zwei eigene Manufakturen in Rumänien. In Timișoara sind rund 100 Mitarbeiter beschäftigt. Die Taschenproduktion des Unternehmens mit 30 Mitarbeitern befindet sich in Sebeș.
Teile der Kollektion werden unter anderem in Indien produziert;; Seidentücher werden in Italien gefertigt.

## Roeckl Sports
Produkte von Roeckl Sports sind weltweit in 60 Ländern erhältlich. Angeboten werden Kollektionen für den Reitsport, Radsport, Outdoorsport, Laufsport, für Ski Alpin und Nordic. Roeckl Sports lässt durch Produktionspartner fertigen und vertreibt seine Produkte ausschließlich über den Großhandel. Im Geschäftsjahr 2018/19 beschäftigte das Unternehmen 28 Mitarbeiter.

## Spuren der Unternehmens- und Familiengeschichte in München

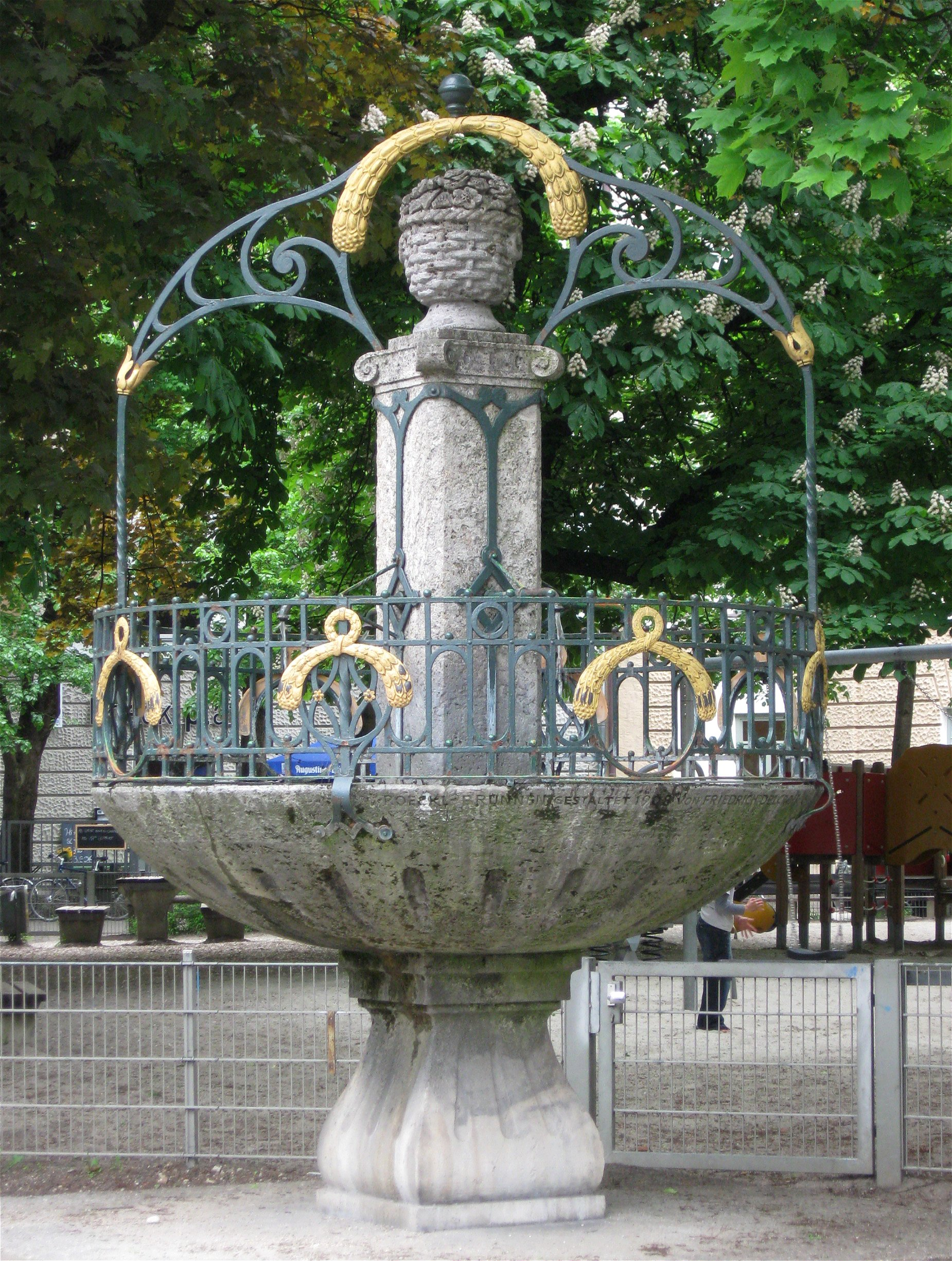
Roeckl-Brunnen am Roecklplatz in München

### „Roeckl-Schloss“, Roecklplatz mit Roecklbrunnen
Zwischen 1870 und 1899 ließ Christian Roeckl in mehreren Bauabschnitten nach Plänen des Architekten Gabriel von Seidl im Dreimühlenviertel am damaligen südlichen Stadtrand von München an der Isartalstraße ein großes Fabrikgebäude für die Ledergerberei und Handschuhproduktion errichten, für das sich im Volksmund die Bezeichnung „Roeckl-Schloss“ einbürgerte.
1908 stiftete Heinrich Roeckl für den Platz an der Ecke Isartalstraße und Ehrengutstraße einen von Friedrich Delcroix entworfenen Schalenbrunnen, der heute unter Denkmalschutz steht (siehe Liste der Baudenkmäler in der Isarvorstadt). Der Platz erhielt 1915 den Namen Roecklplatz.
Das Fabrikgebäude am Roecklplatz wurde im Zweiten Weltkrieg beschädigt und 1971 abgerissen. Erhalten geblieben ist lediglich ein 125 Meter langer Abschnitt der Mauer um das ehemalige Fabrikgelände, heute in Teilen ebenfalls denkmalgeschützt. Der Hauptsitz des Unternehmens befindet sich auch heute noch in unmittelbarer Nähe des alten Standorts.

### Familiengrabstätte

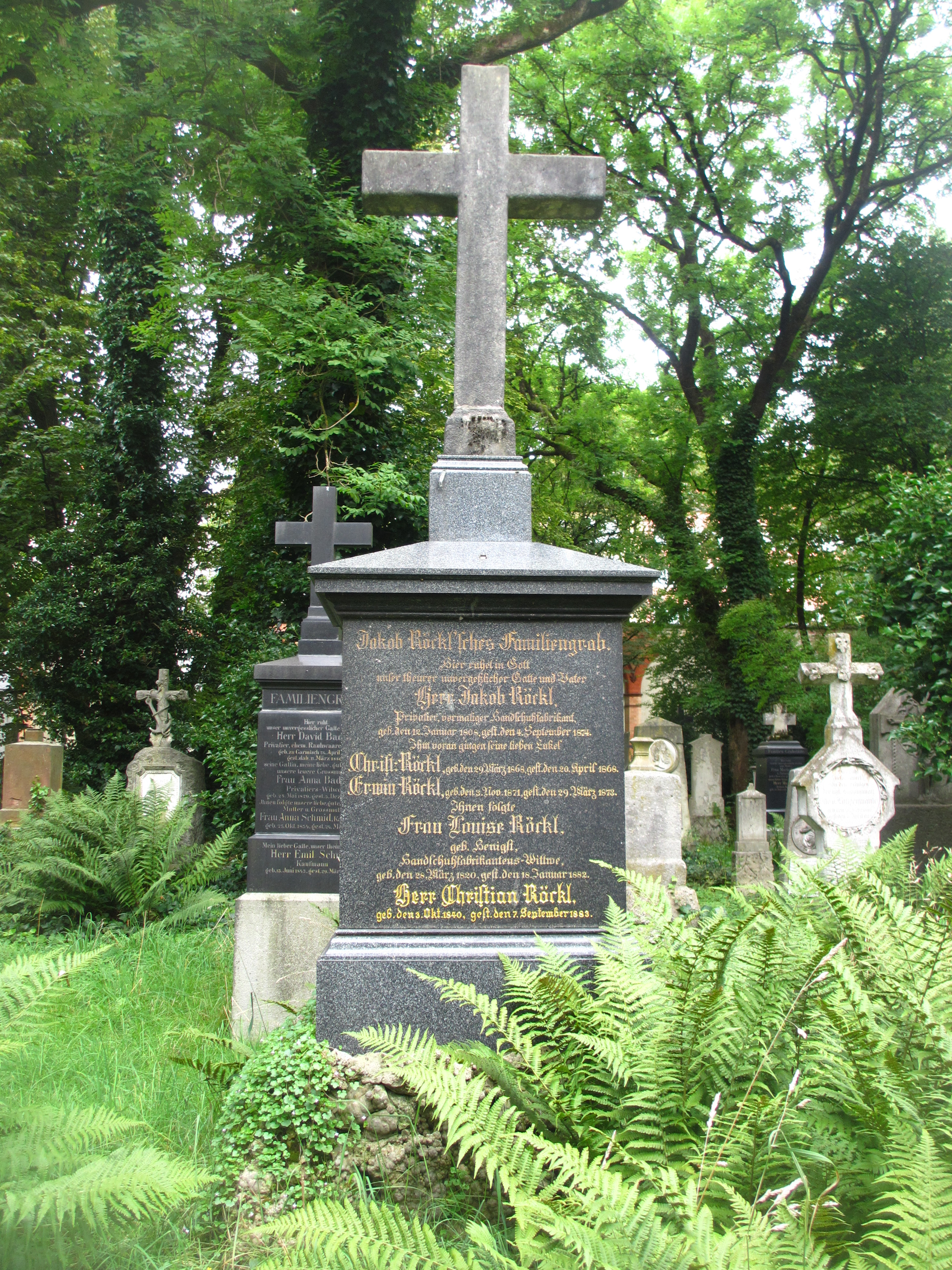
Familiengrabstätte Röckl auf dem Alten Südlichen Friedhof in München

Die Familiengrabstätte Röckl – im 19. Jahrhundert war die Schreibweise des Familiennamens mit Umlaut üblich – befindet sich auf dem Alten Südlichen Friedhof in München (Gräberfeld 34 – Reihe 1 – Platz 29/30) Standort.